# District de Shigu
Le district de Shigu (石鼓区 ; pinyin : Shígǔ Qū) est une subdivision administrative de la province du Hunan en Chine. Il est placé sous la juridiction de la ville-préfecture de Hengyang.